# Katie Feenstra
Katharen Ruth Feenstra, coniugata Mattera, detta Katie (Grand Rapids, 17 novembre 1982), è un'ex cestista e allenatrice di pallacanestro statunitense.

## Carriera
Alta 203 cm per 109 kg e 53 di piede, ha giocato nella WNBA come centro dal 2005 al 2009 e ha vestito le maglie di San Antonio Silver Stars, Detroit Shock, Atlanta Dream e Chicago Sky.

## Palmarès
- WNBA All-Rookie First Team (2005)